# Okinoshima (Fukuoka)
Okinoshima (jap. 沖ノ島 ‚abgelegene Insel‘) ist eine Insel im Japanischen Meer, die zur japanischen Gemeinde Munakata gehört. Trotz ihrer geringen Größe und spärlichen Besiedlung hat sie eine große kulturelle und religiöse Bedeutung und unterliegt als heilige Insel seit Jahrhunderten Zutrittsbeschränkungen.

## Geografie
Okinoshima liegt im Meeresgebiet Genkai-nada im Japanischen Meer zwischen der 55 Kilometer entfernten Insel Kyūshū und der 65 Kilometer entfernten Insel Tsushima.
Die Insel besitzt eine Fläche von 0,97 km² und ist 1,5 km lang sowie etwa einen Kilometer breit. Über die Länge der Insel zieht sich ein Grat, dessen höchste Erhebung der Ichinodake (一ノ岳) mit 243,6 Meter ist. Auf diesem befindet sich der Leuchtturm Okinoshima (沖ノ島灯台, Okinoshima tōdai), dessen 37.000 Candela helles weißes und 33.000 Candela helles rotes Leuchtfeuer 17 Seemeilen weit zu sehen ist.
Einen Kilometer südöstlich liegt die etwa 2,5 Hektar große und 29 Meter hohe Insel Koya-shima (小屋島; 34° 13′ 53″ N, 130° 6′ 39″ O) sowie das Felsenpaar Mikadobashira (御門柱, „ehrwürdiger Torpfosten“; 34° 13′ 56,5″ N, 130° 6′ 49″ O) und Tengu-iwa (天狗岩, „Tengu-Felsen“; 22 Meter, 34° 13′ 54,5″ N, 130° 6′ 47,5″ O).

## Geschichte
Aufgrund ihrer Lage diente die Insel zwischen dem späten 4. Jahrhundert und Ende des 9. Jahrhunderts als Stützpunkt und Wegweiser auf der Schiffsroute umikita no michinaka (海北道中, dt. etwa: „nördliche Seeroute“) zur Koreanischen Halbinsel. Die Insel war damit ein wichtiger Ort für den kulturellen Austausch in der Region. Zugleich gewann sie damit an religiöser Bedeutung, da die Seeleute auf diesem Zwischenstopp für eine sichere Reise oder Gesandtschaften für den Erfolg ihrer diplomatischen Missionen beteten. Spezifisch verehrt wurde und wird hier im Schrein Okitsumiya die Göttin Tagorihime no kami als Vergöttlichung des Meeresnebels.
Mit dem Niedergang der chinesischen Tang-Dynastie wurden auch die diplomatischen Missionen nach China eingestellt. Bereits im 6. und 7. Jahrhundert schwand mit dem Untergang der koreanischen Verbündeten Gaya und Baekje der Einfluss Japans in Korea. Mit den Missionen hörten auch die Staatsrituale auf der Insel auf, wenngleich religiöse Riten im weitaus kleineren Maßstab bis heute ausgeführt werden, und die Insel verlor somit am Ende des 9. Jahrhunderts an Bedeutung.
Am 27. Mai 1905 fand in der Nähe der Insel die Seeschlacht bei Tsushima des Russisch-Japanischen Kriegs statt.

## Ausgrabungen
Zwischen 1954 und 1971 wurden an 23 Orten auf der Insel großflächige Ausgrabungen vorgenommen, bei denen 80.000 Artefakte geborgen wurden, die in ihrer Gesamtheit zum japanischen Nationalschatz ernannt wurden. Dabei wurde herausgefunden, dass sich die Durchführung der Rituale und die Art der Opfergaben in vier Phasen bzw. Gruppen einteilen lassen:
- Zwischen dem 4. und 5. Jahrhundert fanden die Rituale auf großen Felsen statt, und wichtige Fundstücke aus dieser Zeit sind reich verzierte chinesische Bronzespiegel aus der Wei-Dynastie.
- Vom späten 5. bis 7. Jahrhundert wurden sie im Schatten großer Felsen ausgeführt, und es lassen sich eine große Zahl an koreanischen Artefakten finden, wie Goldringe, die sich auch in den königlichen Gräbern des Königreiches Silla in Gyeongju finden lassen, vergoldete Pferdegeschirr-Ornamente aus Kupfer, die ebenfalls aus Silla stammen, oder andere mit Vogelmensch-Motiv, wie sie aus Grabhügeln des Reiches Goguryeo bekannt sind. Daneben wurden auch eine große Anzahl an komochi-Magatama (tropfenförmige Juwelen) aus Talk ausgegraben, die ein beliebtes Exportgut nach Korea waren.
- Vom späten 7. Jahrhundert bis zum 8. Jahrhundert fand langsam eine Verlagerung der Ritualorte ins offene Freie statt. Für diese Zeit sind Fundstücke aus der Tang-Dynastie nachgewiesen, wie dreifarbige Gefäße, die vermutlich aus der Provinz Henan stammen. Andere bedeutende Artefakte sind eine Vase samt Podest oder ein vergoldeter Drachenkopf aus Kupfer.
- Mit dem 8. Jahrhundert verlagerten sich in der letzten Phase die Rituale vollständig auf Freiflächen und statt Import- und Exportgütern wurden ausschließlich Artefakte zu religiösen Zwecken gefunden wie Talk-Katashiro, d. h. Opfergaben, die Menschen oder Tiere darstellen und als Ersatz für diese dienen, als auch Katashiro in Bootsform für Gebete um sichere Meeresreisen. Ein weiteres Artefakt aus dieser Zeit ist das älteste Beispiel farbiger Glasurtöpferei in Japan.[6]

Daneben wurden auch ein vergoldeter Webstuhl aus Kupfer oder Stücke persischen Kristallglases ausgegraben. Aufgrund dieser hohen Anzahl an Artefakten wird die Insel daher auch als „Meeresschatzhaus“ (海の正倉院, umi no Shōsōin) bezeichnet.
Die Fundstücke sind heute unter anderem im Nationalmuseum der japanischen Geschichte permanent ausgestellt sowie im Shimpō-kan („Museum der heiligen Schätze“). Zudem meldete Japan im Jahr 2009 die Insel als UNESCO-Welterbekandidat Okinoshima Island and Related Sites in Munakata Region an.
Am 9. Juli 2017 wurde der Insel Welterbestatus zuerkannt.

## Okitsumiya

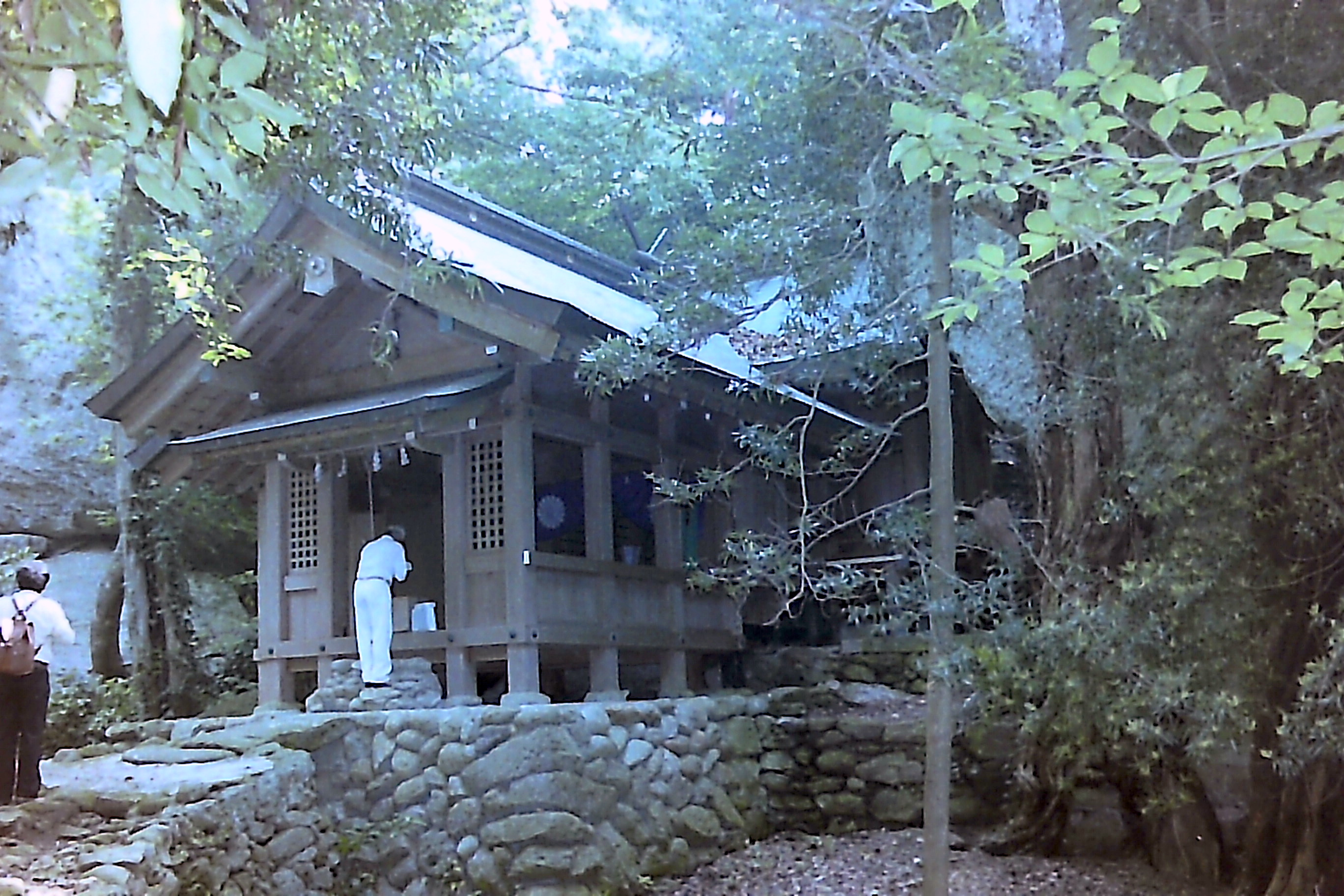
Schrein Okitsumiya

Der Schrein Okitsumiya (沖津宮) auf der Insel ist Teil des Munakata-Taisha (宗像大社, „Munakata-Großschrein“), in dem die drei weiblichen Munakata-kami (宗像三女神, Munakata sanjojin) als Meeresgöttinnen verehrt werden. Dessen Besonderheit ist, dass er aus drei Teilschreinen besteht, die je einer Göttin im Speziellen geweiht sind. Der Hetsumiya (辺津宮, „naher Schrein“), in der Ichikishimahime no kami als Göttin der Verehrung/Miko verehrt wird, befindet sich auf dem japanischen Festland am Fluss Tsurikawa nahe seiner Mündung ins Meer, der Nakatsumiya (中津宮, „mittlerer Schrein“) mit Tagitsuhime no kami, der Göttin der rauen Gewässer, 10 km entfernt auf der vorgelagerten Insel Ōshima und schließlich der davon 49 km entfernte Okitsumiya („Schrein in offener See“) auf Okinoshima mit Tagorihime no kami, der Göttin des Meeresnebels. Alle Schreine liegen dabei auf einer Linie und bilden demnach Stationen der früheren Schiffsroute. Obwohl ursprünglich lokale Gottheiten, breitete sich die Munakata-Verehrung (宗像信仰, Munakata shinkō) über ganz Japan aus, so dass der Munakata-Taisha mit dem Okitsumiya heute an der Spitze der 6000 Munakata-Schreine steht.
Okinoshima gilt als Ganzes als heiliger Verehrungsgegenstand (shintai) und darf daher nicht ohne weiteres betreten werden. Der Zutritt zur Insel ist nur am 27. Mai eines jeden Jahres für etwa 250 Personen erlaubt, wenn beim Okitsumiya Genchi Taisai (沖津宮現地大祭) der Gefallenen der Seeschlacht bei Tsushima gedacht wird. Dabei ist jedoch ein Reinigungsritual (misogi) abzulegen. Obwohl die Insel einem weiblichen Kami geweiht ist, ist Frauen der Zutritt bis heute untersagt. Daneben besteht ein Tabu, irgendetwas von der Insel mitzunehmen oder darüber zu sprechen, was man auf der Insel gesehen oder gehört hat. Als solches ist die Insel bis auf den anwesenden Schreinpriester unbewohnt.
Da durch diese Zutrittsbeschränkungen die Verehrung der oder das Beten zur eingeschreinten Göttin nur schwer möglich ist, befindet sich beim Nakatsumiya der Okitsumiya Yōhaisho (沖津宮遥拝所, dt. „Okitsumiya-Ferngebetsort“) als Ersatz für den Okitsumiya. Dieser bietet bei klarem Wetter auch Sicht auf Okinoshima.

## Flora und Fauna
Okinoshima liegt am nördlichen Ende der Subtropen und besitzt eine entsprechende Pflanzenwelt. Am Boden sind Farne wie Asplenium antiquum sowie Sukkulenten wie Orostachys malacophylla var. iwarenge anzufinden. Der Okinoshima-Urwald (沖の島原始林, Okinoshima genshirin) wurde am 20. Oktober 1926 zum Naturdenkmal erklärt. Wegen seines Vorkommens des gefährdeten und ebenfalls als Naturdenkmal anerkannten Japanalks wurde die Insel am 31. März 1978 zusätzlich zum nationalen Wildschutzgebiet (国指定鳥獣保護区, kunishitei chōjū hogoku) erklärt. Eine weitere vorkommende Vogelart ist der Swinhoe-Wellenläufer.